# جاسینتو (کالیفرنیا)
جاسینتو (به انگلیسی: Jacinto) یک منطقهٔ مسکونی در ایالات متحده آمریکا است که در شهرستان گلن، کالیفرنیا واقع شده‌است. جاسینتو ۳۴ متر بالاتر از سطح دریا واقع شده‌است.